# Sorgenti di Mzima
Le sorgenti di Mzima sono una serie di quattro sorgenti naturali che si trovano nello Parco nazionale dello Tsavo in Kenya. Più precisamente si trovano nella parte occidentale del parco a circa 48 km da Mtito Andei.
L'acqua filtra tra le rocce laviche dell'altopiano di Tsavo fino in profondità, poi scorre per 30 km, prima sgocciolando, poi impetuosamente in corsi sotterranei, finché non trova uno strato di roccia solida che ne blocca il corso; lì riemerge alla superficie sulla pianura a Mzima, creando un lago di acqua limpida e fresca, in apparenza apparso miracolosamente nel mezzo di una zona completamente arida, chiamato le sorgenti Mzima appunto.
Le sorgenti di Mzima possono essere considerate un ecosistema a sé stante; nelle loro acque vivono, si nutrono e si riproducono un'innumerevole serie di animali, che a loro volta risultano indispensabili per la sopravvivenza del lago stesso.